# Juan Díaz (judoka)
Juan Díaz es un deportista venezolano que compitió en judo. Ganó una medalla de plata en el Campeonato Panamericano de Judo de 2004, en la categoría abierta.

## Palmarés internacional
| Campeonato Panamericano | Campeonato Panamericano       | Campeonato Panamericano | Campeonato Panamericano |
| Año                     | Lugar                         | Medalla                 | Categoría               |
| ----------------------- | ----------------------------- | ----------------------- | ----------------------- |
| 2004                    | Isla de Margarita (Venezuela) | Medalla de plata        | Abierta                 |